# Canal du commerce

Le canal du commerce (en letton : Tirdzniecības kanāls) est un canal à Liepāja en Lettonie.
Le canal du commerce relie le lac de Liepāja à la mer Baltique et sépare les quartiers Jaunliepāja et Vecliepāja.

## Présentation
Le canal a été creusé entre 1697 et 1703 sur une longueur de 1,9 km, car l'écoulement naturel du lac  s'envasait.
Au cours des années suivantes, à la suite de la construction du port maritime du côté de la mer Baltique (port d'hiver, en letton ziemas osta) et à la construction d'un embranchement le long de l'île d'Atteka (Attekas sala), la longueur totale du canal est passée à 3 km.
Le canal est traversé par trois ponts ; l'un d'eux (le plus proche de la mer) est le pont du tramway (anciennement pont hanséatique), le deuxième est le pont neuf (jaunais tilts), et, juste à côté, le troisième est le pont ferroviaire (actuellement inutilisé, sans rails).
Le canal sert désormais de port dans la située entre le pont du tramway et la mer Baltique.

## Galerie

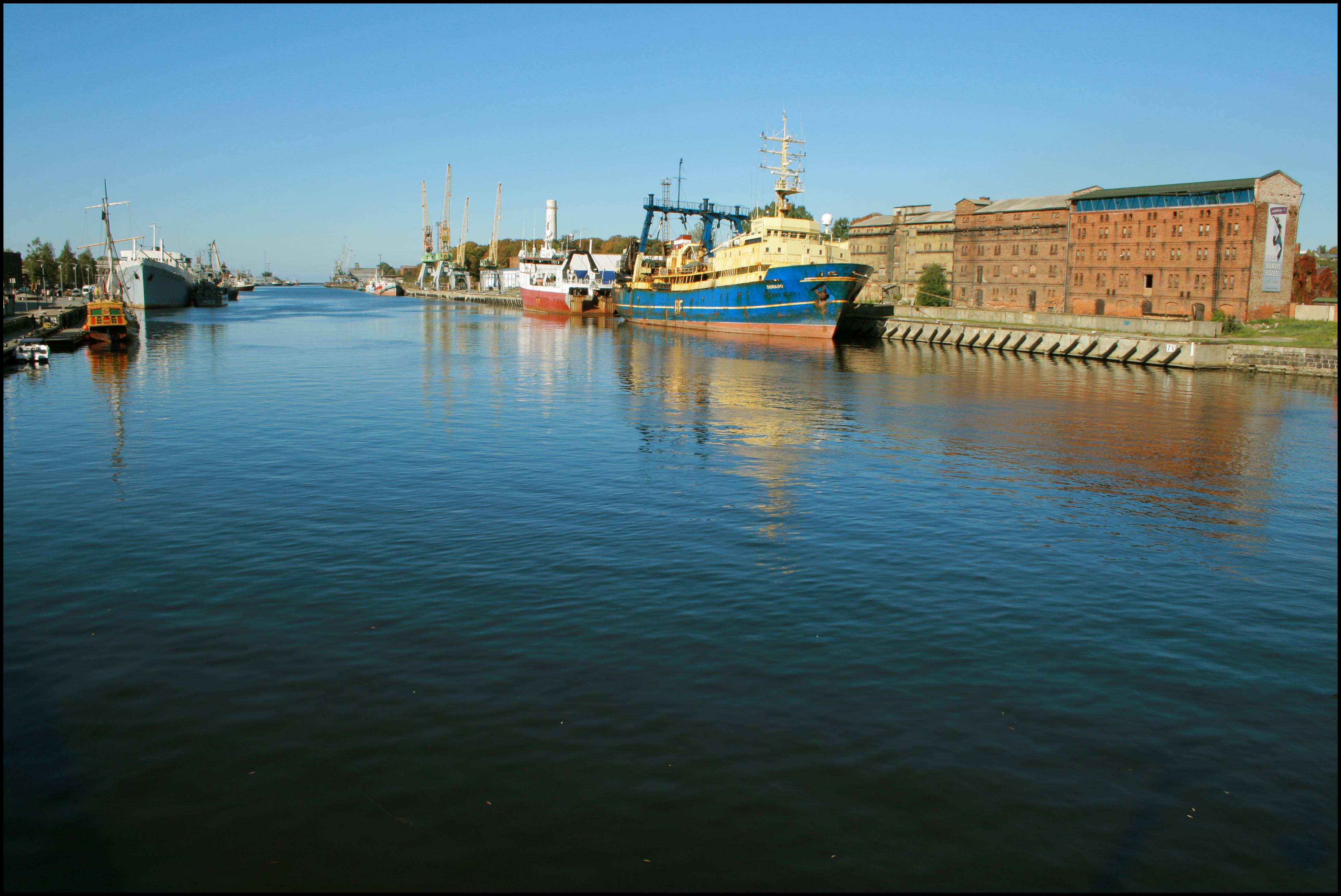
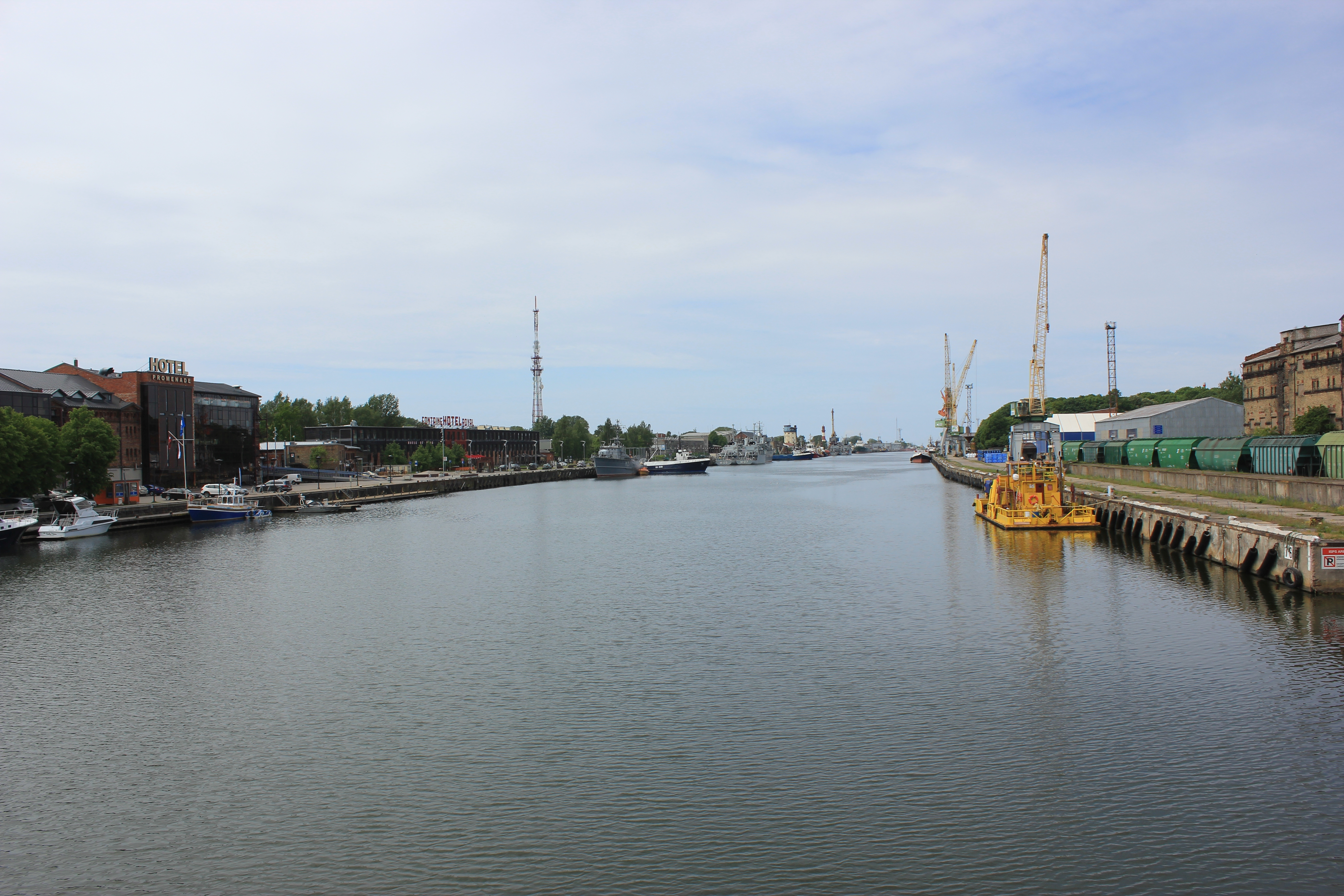
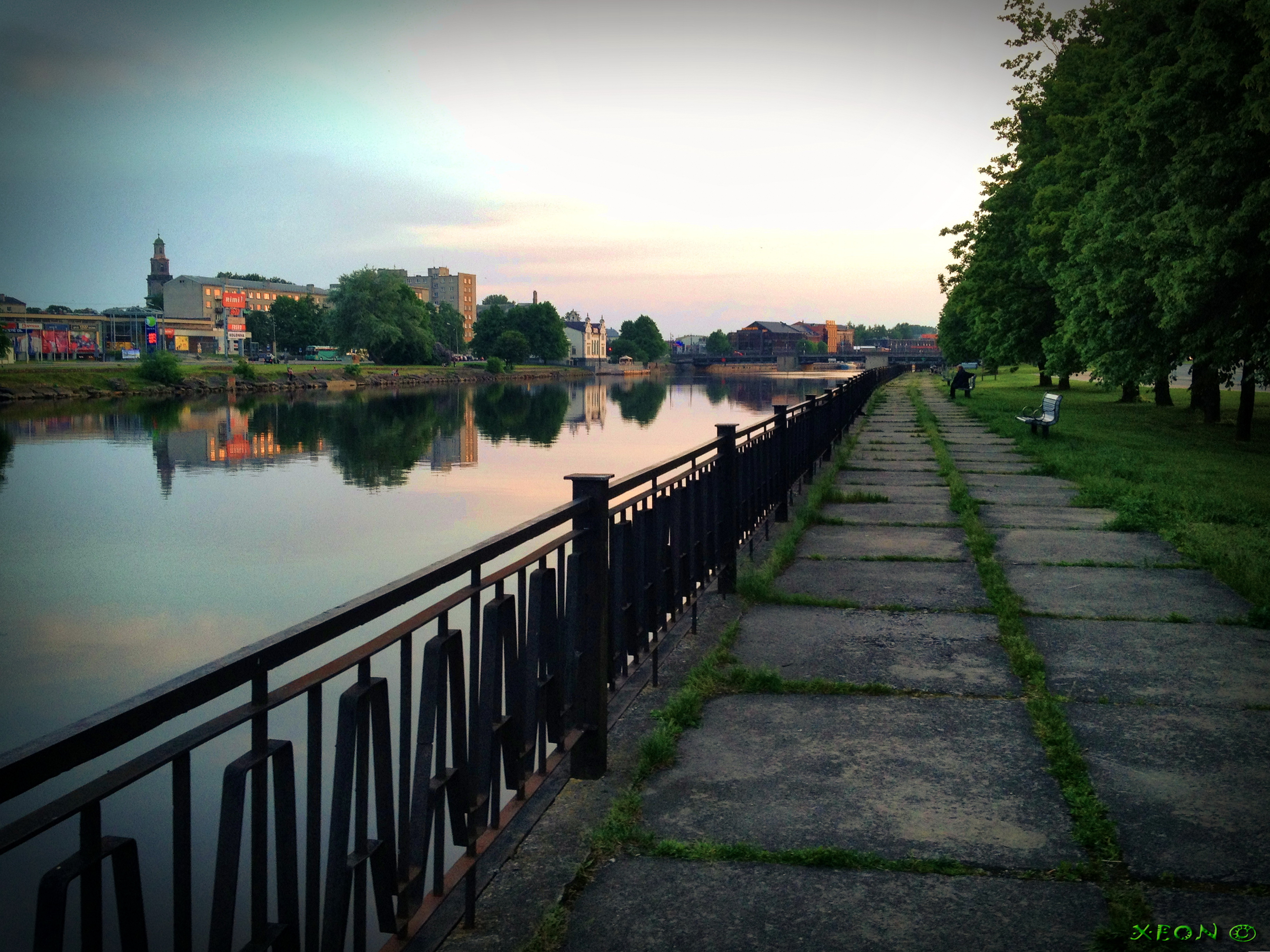
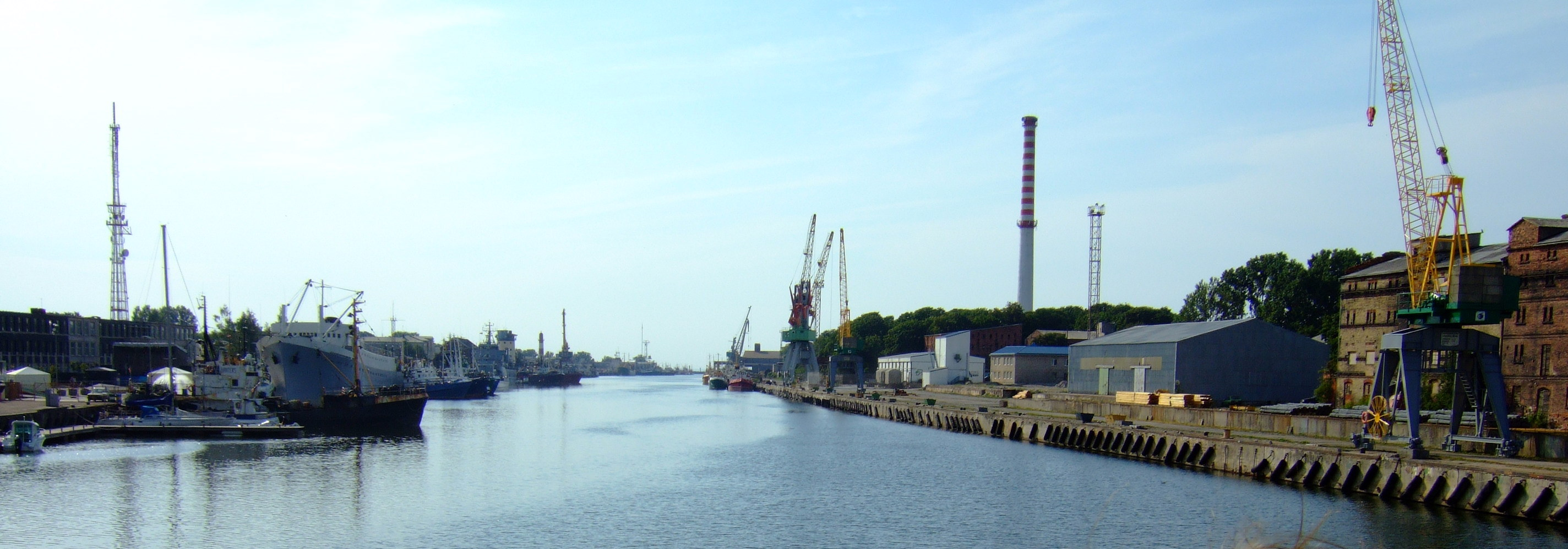